# Estamira
Estamira é um documentário brasileiro dirigido por Marcos Prado e produzido por José Padilha, lançado em 2005.

## Sinopse
Estamira Gomes de Sousa, conhecida por protagonizar documentário homônimo, foi uma senhora que apresentava distúrbios mentais, vivia e trabalhava (à época da produção do filme) no aterro sanitário de Jardim Gramacho, local que recebe os resíduos produzidos na cidade do Rio de Janeiro. Tornou-se famosa pelo seu discurso filosófico, uma mistura de extrema lucidez e loucura, que abrangia temas como: a vida, Deus, o trabalho e reflexões existenciais acerca de si mesma e da sociedade dos homens. "Ela acreditava ter a missão de trazer os princípios éticos básicos para as pessoas que viviam fora do lixo onde ela viveu por 22 anos. Para ela, o verdadeiro lixo são os valores falidos em que vive a sociedade", comentou Marcos Prado, diretor do filme. O documentário "Estamira" teve repercussão internacional, angariando muitos prêmios e o reconhecimento da crítica.
Estamira, que sofria de diabetes, morreu aos 70 anos por consequência de uma septicemia, ela foi internada no dia 26 de setembro por causa de uma infecção no braço, após dois dias no aguardo de atendimento no corredor do hospital, o quadro avançou para uma infecção generalizada, o qual ela não resistiu, ela faleceu no Hospital Municipal Miguel Couto, no Rio de Janeiro em 28 de setembro de 2011. Marcos Prado, diretor do documentário que retratou parte de sua vida cotidiana, lançou uma nota de pesar e lamentou o descaso que ele e Ernani, filho de Estamira, dizem ter sofrido Estamira, na nota entre outras Marcos Prado relata "Estamira ficou invisível pela falência e deficiência de nossas instituições públicas! Morreu depois de ficar dois dias esperando por atendimento nos corredores da morte do nosso maravilhoso serviço público de saúde do Miguel Couto. Ela estava com uma grave infecção no braço, mas foi tardiamente atendida. Obrigado meus políticos de Brasília, do Rio de Janeiro, que roubam nosso dinheiro e enfiam sei lá onde".

## Prêmios
- Festival do Rio - 2004

Prêmio de Melhor Documentário pelo Júri Oficial
- Mostra Internacional de Cinema de São Paulo - 2004

Prêmio de Melhor Documentário pelo Júri Oficial
- Festival Internacional de Documentário de Marseille - 2005

Grande Prêmio do FIDMarseille
Prêmio de "Groupement National des Cinémas de Recherche (GNCR)"
- Festival Internacional de Cinema de Karlovy Vary - 2005

Prêmio de Melhor Documentário
- Festival Internacional de Cinema de Viena (Viennale) - 2005

Prêmio de Melhor Filme Longa-Metragem pelo FIPRESCI
- Festival Internacional de Havana - 2005

Terceiro Prêmio Coral de Documentário
Prêmio de Melhor Documentário em Memória a Pablo de la Torriente Brau
- 4º Festival Internacional de Direitos Humanos de Nuremberg - 2005

Grande Prêmio de Cinema de Direitos Humanos de Nuremberg
- Festival Internacional de Cinema de Londres - 2005

Menção Honrosa
- Festival Internacional de Cinema de Miami - 2005

Prêmio Especial do Júri
- 18° Reencontro de Cinema Latino-americano de Toulouse - 2006

Prêmio SIGNIS de Melhor Documentário
- 9º Festival Internacional Cine Las Americas, Texas - 2006

Menção Especial do Júri
- FICA  Festival Internacional de Cinema e Vídeo Ambiental - 2005

Prêmio de Melhor Filme Longa-Metragem
Prêmio de Melhor Filme pelo Voto da Imprensa
Prêmio de Melhor Filme pelo Voto Popular
- 2º Festival de Cinema de Belém do Pará - 2005

Prêmio de Melhor Filme Longa-Metragem
Prêmio de Melhor Fotografia
- 11º Cine Eco - Festival Internacional de Cinema e Vídeo Ambiental, Serra da Estrela, Portugal - 2005

Prêmio de Melhor Filme
Menção Honrosa da Juventude
- Ekofilm - 31º Festival Internacional de Cinema Ambiental, República Tcheca - 2005

Prêmio de Melhor Documentário
Prêmio de Melhor Direção de Arte
- I Festival do Cinema Brasileiro de Goiânia - 2005

Prêmio de Melhor Documentário Longa-Metragem